# Vila Leopoldina
Vila Leopoldina é um distrito situado na zona oeste do município de São Paulo. É o único distrito do centro expandido de São Paulo que faz divisa com outro Município.

## História
Originou-se como uma extensão do distrito da Lapa e tinha, no início, características de região popular. Inicialmente, era conhecido Emboaçava, em referência a um sítio de mesmo nome que existia na região, e posteriormente por Várzea das Correias, como referência ao dono do sítio, João Correia da Silva.
Em 1894, uma empresa adquiriu as chácaras ali existentes e começou a retalhar o grande terreno com milhares de metros quadrados, dando início ao loteamento do distrito. Uma das sócias da empresa, dona Leopoldina Kleeberg, foi a responsável por batizar o nome do distrito como se conhece hoje. Na época, os principais meios para se chegar à região eram os trens, bondes e barcos a vapor.
A região recebeu forte investimento da São Paulo Railway, que ajudou a montar linhas de bonde e eletricidade nas redondezas. Com isso, várias indústrias passaram a se estabelecer no distrito. Nos anos 60, o desenvolvimento da região foi alavancado com a inauguração do Mercado da Lapa e do Ceasa (atual Ceagesp).
Atualmente tem-se consolidado como uma região de apartamentos de população de classe média alta, além de atrair agências de publicidade, produtoras de conteúdo e estúdios de fotografia e de cinema. O distrito é servido pelos trens metropolitanos através das linhas 8–Diamante na Estação Imperatriz Leopoldina e 9–Esmeralda na Estação Ceasa.
Como atração, o distrito abriga o Museu do Relógio Professor Dimas de Melo Pimenta, que abriga mais de 600 relógios de vários modelos e provenientes de todas as partes do mundo.
Nesse distrito, encontra-se também o Cemitério da Lapa, inaugurado em 1918 para abrigar diversos mortos pela gripe espanhola.
A Vila Leopoldina abrigou a primeira edição do MITA Festival, em 2022, realizada na Spark Arena, montada dentro da ARCA. O evento contou com atrações como Gilberto Gil, Matuê, Marcelo D2, Two Door Cinema Club e os headliners Gorillaz e Rüfüs du Sol.
Uma operação urbana coordenada pela Prefeitura de São Paulo está promovendo um processo de verticalização e adensamento do distrito, originalmente ocupado por galpões industriais, no intuito de ocupar a região e reduzir a degradação urbana. O distrito tem experimentado um acelerado processo de expansão imobiliária, com a construção de novos e modernos edifícios de apartamentos. Como consequência desse processo, a região no entorno da Rua Carlos Weber vem sendo chamada de "nova Moema", região que sofreu processo semelhante na década de 1970.

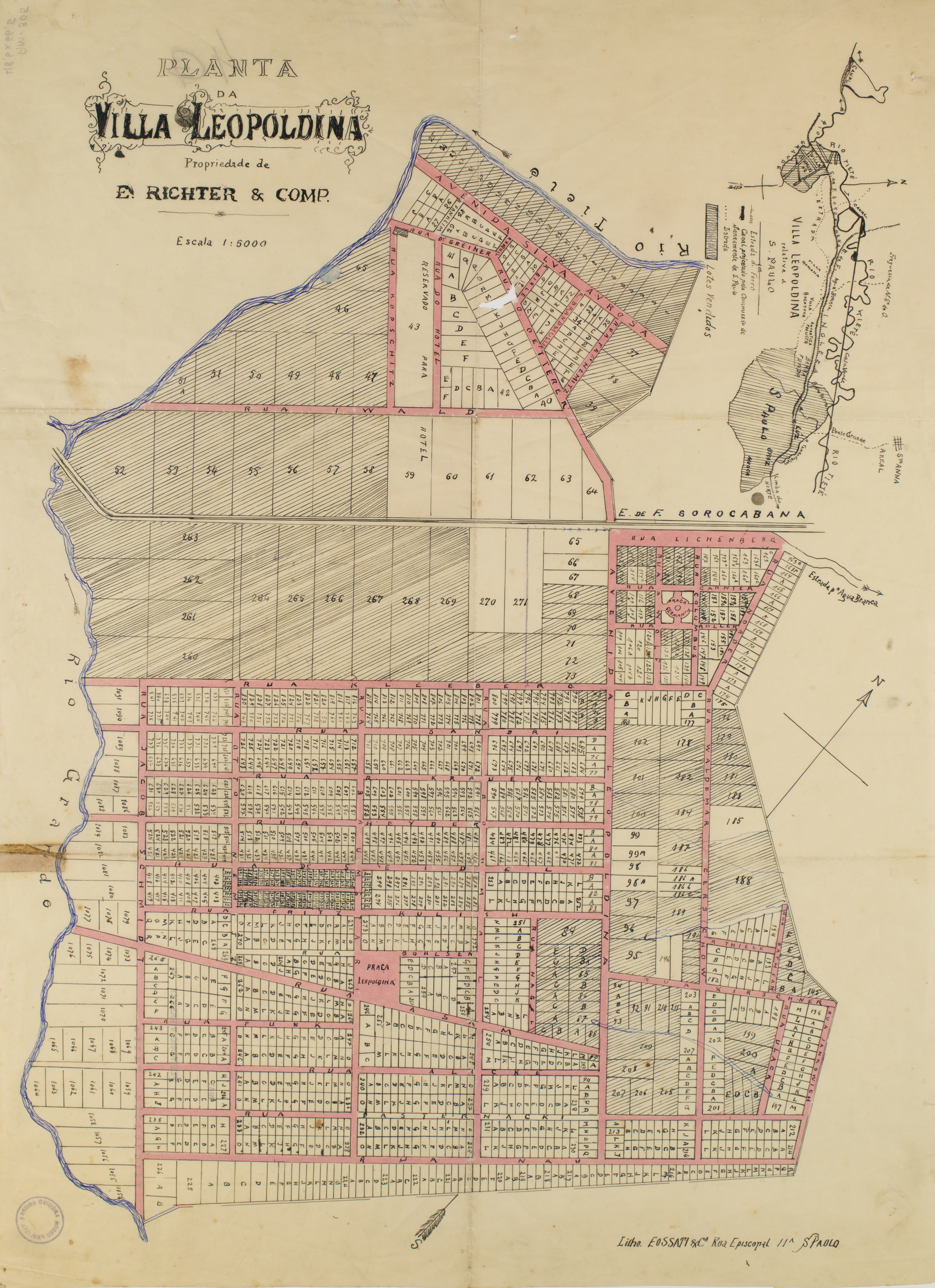
Planta da Villa Leopoldina

## Demografia
Evolução demográfica do distrito de Vila Leopoldina

## Bairros
Bairros da Vila Leopoldina:
- Conjunto Haddad
- Jardim Humaitá
- Jardim São Ricardo
- Parque da Lapa
- Vila Hamburguesa
- Vila Leopoldina
- Vila Ribeiro de Barros

## Distritos limítrofes
- Norte: Jaguara
- Sul: Alto de Pinheiros
- Leste: Lapa
- Oeste: Jaguaré e município de Osasco (Presidente Altino)